# Кипар
Кипар (грч. Κύπρος, тур. Kıbrıs), званично Република Кипар (грч. Κυπριακή Δημοκρατία, тур. Kıbrıs Cumhuriyeti), је острвска држава на истоку Средоземног мора. Иако се географски налази у југозападној Азији, културно и геополитички се сматра делом југоисточне Европе. Главни и највећи град је Никозија.
Кипар је независност од Уједињеног Краљевства стекао 1960. године. Турска је 1974. извршила инвазију на Кипар и окупирала значајне делове острва, што је хиљаде кипарских Грка и Турака протерало у избеглиштво. Тада је дошло до успостављања делимично аутономног режима у окупираним деловима на северу острва. Актуелне несугласице су допринеле подели острва на четири дела: Република Кипар на југу, Турске Републике Северни Кипар (који признаје само Турска) на северу острва, Зелену линију Уједињених нација, која дели острво на два дела и две суверене базе, над којима је Уједињено Краљевство задржала контролу након проглашења независности Кипра.
Кипар је треће највеће острво у Средоземном мору и једно од најпопуларнијих туристичких одредишта на Средоземљу, са више од 2,4 милиона туриста годишње. Део је Комонвелта нација и чланица Европске уније. Од 1. јануара 2008. прикључила се еврозони.

## Порекло имена
Постоји неколико теорија о настанку имена овог острва. Једна је да настао од грчке речи за чемпрес (грч. Κυπαρίσσι). По другој теорији име је настало према грчкој речи за кану (грч. Κύπρος). У новије време, појавила се и тврдња да је Кипар добио име по латинској фрази aes Cyprium (метал са Кипра), што се односи на бакар, и што је касније еволуирало у Cuprum.
Наиме, у древно доба Кипар је био познат као једно од већих ако не и највећих налазишта бакра на Медитерану, па је тако латинско име хемијског елемента бакар (Cuprum) добило име по неправилном читању назива овог острва.

## Географија
Кипар је најисточније острво у Средоземном мору, а са површином од 9.251 km² треће је по величини у истом (након Сицилије и Сардиније). Што се тиче држава, по површини се налази на 161. месту у свету и по томе је најсличнији Либану и Порторику.
У геолошком и геотектонском погледу Кипар представља део Мале Азије, који се у прошлости одвојио.
У климатском и вегетацијском смислу ово острво је смештено у северном умереном појасу, тачније медитеранској подобласти.
Што се саобраћаја тиче, Кипар има веома повољан положај. Ова земља се налази буквално између Европе, Азије и Африке. За Кипар се често каже да је најисточнија западна земља, што је донело много користи у погледу саобраћаја. С обзиром на то да се налази 64 km јужно од Турске, 97 km западно од Сирије и 439 km северно од Суецког канала, скоро сваки брод који пролази овде и иде даље на исток, и обрнуто, зауставља се у некој од кипарских лука. Више од 1.000 страних бродова данас плови светским морима под кипарском заставом. Осим бродског, Кипар је важна станица и за авионски саобраћај. Многи авиони који лете са запада на Блиски исток, па и даље, слећу прво на аеродроме у, на првом месту, Ларнаки али и Пафосу. Главни град Никозија нема аеродром. Аеродром у Ларнаки је модеран и одговара свим светским стандардима. Са њега полећу авиони, како за све веће европске градове (Франкфурт, Лондон, Париз, Рим, Амстердам и др.), тако и за многе дестинације на Блиском истоку и земљама Персијског залива.
Захваљујући добром стратешком положају, Кипар је у историји често био мета великих сила. Овим острвом су прошли: Феничани, Грци, Египћани, Персијанци, Македонци и Александар Велики, Римљани, Византинци, Арапи, Британци, Французи, Млеци, Османлије, опет Британија, након чега су остварили независност. Међутим, Кипар и дан данас више зависи од великих сила и суседа (пре свега Грчке, Турске, Велике Британије, САД и ЕУ), јер се све важније политичке одлуке доносе прво на релацији Атина-Анкара, па се тек онда питају кипарски званичници, који углавном само потврде те одлуке.

### Клима
Кипар има типичну средоземну климу и важи за најтоплије острво Медитерана, а са око 340 сунчаних дана годишње, ово је најсунчанија земља у овом делу света (поготово се то односи на Европу). Треба нагласити да климатске одлике нису исте на свим деловима острва, па је тако у унутрашњости и са повећањем надморске висине та средоземна клима нешто измењена, иако се ради о малом простору. Главни фактор климе који узрокује ове измене је правац пружања планина Тродос и Беспармак, који иду паралелно са обалом те затварају унутрашњост острва. Последица тога је то да унутрашњост има топлија лета, хладније зиме, те мању количину падавина од приобаља.

### Воде
Од нешто више од 9.000 km² који чине ово острво, 10 km² отпада на воду. Треба напоменути да Кипар има само две сталне реке и то: Педиас и Јалиас. Њихови токови су нешто мањи од 100 km. Обе теку кроз Месаорију и уливају се у залив Фамагуста. Оне се углавном користе за наводњавање пољопривредног земљишта. Они су једини стални токови, јер остале реке, које су иначе и много мање, имају свој ток само у време јаких киша и углавном када се отапа снег са планина. Примери неких таквих река су: Јераказ и Јиалуса (са северних планина) те Диакризос, Курис, Василискос (са јужних). У пролеће ове реке често се излију, па тако односе плодан муљ и земљиште у море. Због тога Кипрани граде бране, како би спречили да вода однесе сву плодну земљу. Речни режим на Кипру је нивално-флувијални, тј. реке добијају више воде од отапања снега него од киша.

### Рељеф
Кипар се простире на нешто више од 9.000 km². На тој релативно малој површини може се приметити комплексност природно-географских особина, неочекивана за овако мали простор. Острво је издужено у правцу запад-исток и изгледом подсећа на електричну гитару. У правцу запад-исток растојање је 224 km, а север-југ најдуже растојање је 121 km. Дужина обалне линије је 648 km. Обала је добро разуђена. Има неколико полуострва од којих је највеће Карпас, које се налази на североистоку острва. Између полуострва и ртова постоји неколико залива који су углавном добили имена по лукама које су смештене у њима (Фамагуста, Ларнака, Акротири, Епископи, Хризоху, Морфу и др.). Осим главног острва, друга већа острва не постоје.

## Историја

### Праисторија и антика
Најраније потврђено место људске активности је Аетокремнос на јужној обали острва, што показује да су заједнице ловаца и скупљача плодова биле активне на острву око 10.000 година п. н. е., док су прва насеља потичу отприлике од 8200. п. н. е. Долазак првих људи подудара се са изумирањем патуљастих нилских коња и патуљастих слонова.
Најстарија насеља која су пронађена на Кипру потичу још из неолита, отприлике периода од 7000. до 3900. п. н. е. То су била насеља Кирокитија и Калавасос који се налазе у унутрашњости Кипра.
У бронзаном добу овде досељавају Грци и са собом доносе утицај Микенске културе. Они граде и своје прве градове овде: Саламис (Кипар), Пафос, Курион и Китион. Отприлике у слично време овде и Феничани оснивају своје колоније, тако да су се већ тад почеле мешати културе на овом острву. Ускоро се на острву формира 10 краљевина које су неко време успевале одржавати самосталност. Али ипак око 1600. п. н. е. Египат осваја ово острво. Но, након пада Египта, власт преузима Персија. А за све ово време Кипар је ипак био под највећим утицајем Грчке, вероватно што су Грци били и даље већински становници. 333. п. н. е. Александар Велики осваја острво и у саставу државе коју је он освојио Кипар остаје неких мало мање од 200 година, кад се јавља Римско царство као велика сила која наравно није могла промашити ово острво. У првом веку нове ере на Кипар стиже и хришћанство.

### Средњи век
Након распада Римског царства, Кипар остаје под влашћу Византије. Ускоро се на острву појављују и Арапи, који се ипак нису дуго задржали, нити оставили дубљи траг. 1191. године током Крсташких ратова, острво осваја енглески краљ Ричард Лављег Срца. Он је владао овим острвом само једну годину, након чега га је продао Темпларима, а они су острво продали француском војсковођи Гију Лизињану. Иако је владао само једну годину Ричард је почео изградњу града Лимасола. У ово време Кипар је био битна стратешка база крсташа. 1489. године власт над острвом преузима Млетачка република, а у Малој Азији се јавила нова велика сила - Османско царство.

### Турска и британска управа
У лето 1570. турска флота под командом Пијале Паше је превезла на острво око 60.000 војника, укључујући коњицу и артиљерију, под командом Лале Кара Мустафе паше. Турска војска се искрцала непримећена код Лимасола 2. јула 1570. и опсела Никозију. Град је заузет 9. септембра. Фамагуста се одржала до августа 1571.
Са временом је Османско царство све више слабило, па је на Берлинском конгресу, по посебном договору Велике Британије и Турске, одлучено да ће ова прва окупирати острво, што је ова ускоро и урадила без већих проблема. Турци су ово допустили у замјену за то да Енглези стану на њихову страну у Турско-руском рату.
Пред почетак Првог светског рата Уједињено Краљевство је анектирало острво, које сада и службено постаје њихова колонија. Након британског преузимања власти над острвом, велики број Турака напушта острво и сели се у Турску, чиме Грци опет постају већинско становништво. Но, кипарским Грцима се није свидело да буду највећа колонија у Европи, тако да се између два светска рата јавља покрет „Еносис“ што значи „уједињење“, чији циљ је био ослобађање од колонијалне власти и прикључење острва матичној Грчкој. Сада следи Други светски рат, а Кипар у њему одиграва битну стратешку улогу, а кипарски добровољци се боре на страни савезника под заставом Велике Британије. Тек након рата и почетка деколонизације света, „Еносис“ почиње да добија већу улогу. Формира се организација ЕОКА која спроводи политику ослобађања колонијалне власти оружаном борбом. Кипарски Грци су је сматрали ослободилачким покретом, а Енглези терористичком и злочиначком организацијом, као и све друге ослободилачке антиколонијалне покрете. Енглези су као и у свим другим колонијама спроводили политику „завади па владај“. Турцима су давали привилегије да би изазвали завист код Грка. Нпр. државни тужилац Кипра је био Рауф Денкташ. Осим тога давали су до знања Турцима да ако они (Енглези) оду, да ће привилегије нестати. Тиме је засијано семе будућег грађанског рата и инвазије.

### Независност
Почетком педесетих година на чело ослободилачког антиколонијалног покрета долази архиепископ Макариос III, поглавар кипарске православне цркве. Он је уједно био и духовни вођа покрета. Зато га је Велика Британија протерала из земље, те је неколико година провео у егзилу на Сејшелима. У међувремену је покрет „Еносис“ све више растао и бивао све јачи, да је Велика Британија морала попустити. Макариос се враћа на чело кипарских Грка и Кипар добија независност 1960. Исте године приступа УН-у, а убрзо и Комонвелту, те Покрету несврстаних.
Енглеска је Кипру дала независност уз тешке услове. Турци, који су чинили 18% становништва
- добијају 30% мјеста у државној администрацији и
- 40% послова у полицији.
- Турци имају право вета на све државне одлуке.
- Британија је задржала две своје војне базе на острву: Акротири и Декелија.

Макариос је постао први председник Кипра. Као председник водио је несврстану политику и присуствовао првом самиту несврстаних 1961. у Београду. Постао велики пријатељ Југославије и Јосипа Броза Тита. Због свога млаког односа према Западу и због залагања за несврстаност, изазвао је подозрење САД и Уједињеног Краљевства, која је имала војне базе на Кипру. Ово је ослабило позиције НАТО-а у Грчкој. На челу Турака је био др. Мустафа Кучук, који је уједно био и потпредседник државе. Блокирао је све Макариосове одлуке, по некима охрабрен бившом колонијалном силом.
Макариос је 1963. предложио 13 уставних амандмана, са циљем да омогући нормално функционисање државе. Тада почињу невоље и први сукоби Грка и Турака. Грцима су биле везане руке јер су Турци чинили 40% полиције. Први сукоб је био 21. децембра 1963, у коме су страдала 2 Турчина и један грчки полицајац. У сукобима или рату после тога током 1964. страдао је 191 Турчин и 133 кипарска Грка. Пошто је полиција била блокирана, а Кипар није имао војску, у сукоб се умешала ЕОКА и постигла је надмоћ над Турцима, па се услед тога поново појављује Уједињено Краљевство да заустави потпуни пораз Турака.
Рат је заустављен углавном захваљујући страном притиску, али и председнику Макариосу. На Кипар су упућене УН снаге за раздвајање зараћених села и заселака на Кипру. Ускоро је Макариос суспендовао ЕОКА-у и тиме показао знак помирљивости са грчке стране. Један добар део кипарских Грка је због сукоба сматрао да је уједињење са Грчком спас од невоља.

### Административна подела
Кипар спада у мање европске земље, па држава не поседује ниво покрајина или региона. Основна управна подела Кипра је на округе (грч. Επαρχία, тур. Bölgesi). Званично постоји 6 округа, који носе назив града-седишта округа. Окрузи се даље деле на општине.
Посебна тешкоћа у разматрању управне поделе на Кипру је подељеност острва на јужни, грчки и северни, турски део, односно на међународно признату Републику Кипар и на међународно непризнату Турску Републику Северни Кипар. Повезано са тим постоје различите подручне поделе и подручне јединице, различити су и пописи у оба дела државе, различито поимање округа, општине, града и предграђа.
Данас званично постоји 6 округа на острву, али незванично, услед турске окупације северног Кипра, ова подела се спроводи само у јужном делу државе, под управом кипарских Грка. Северни део већ деценијама има сопствену поделу на округе, која одступа од званичне. Званична држава стога има своје измештене органе власти за окупиране округе и општине, који су смештени у грчком делу Кипра.
| Назив округа | Матични назив (грч. / тур.) | Седиште   |
| ------------ | --------------------------- | --------- |
| Фамагуста    | Αμμόχωστος / Gazimağusa     | Фамагуста |
| Керинеја     | Κερύνεια / Girne            | Керинеја  |
| Ларнака      | Λάρνακα / Larnaka           | Ларнака   |
| Лимасол      | Λεμεσός / Leymosun          | Лимасол   |
| Никозија     | Λευκωσία / Lefkoşa          | Никозија  |
| Пафос        | Πάφος /Baf                  | Пафос     |

## Политика
Главни политички проблем острва је подела на грчки и турски део. У тридесетак година колико је прошло од поделе па до данас није учињен буквално ни један корак ка поновном уједињењу, мада је у интересу и једних и других уједињење - Грци би могли да се врате на земљу са које су избегли, а Турци би изашли из изолације. Турци су на острву под непрекидном контролом турске армије, тако да је њихов политички ангажман ограничен. У више наврата је долазило до покушаја преговора који су пропали јер ни једна преговарачка страна није нимало одступила од својих првобитних захтева. Турска страна заступа тезу о конфедералној заједници држава, док грчка страна тежи унитаризму. Најозбиљнији покушај за уједињење био је 2004, а иницирао га је генерални секретар УН-а Кофи Анан. Ако би се прихватио тај план цело острво би ушло у ЕУ, ако не, само јужни, односно грчки. Грчки политичари су проценили да овај споразум више одговара турској страни, па су га одбацили из следећих разлога: план није омогућавао повратак свих грчких избеглица, као ни враћање свог земљишта које им је пре припадало, Турци би добили превише места у органима власти и план такође није укључивао уклањање британских база са острва. Из тих разлога, на референдуму на грчком делу острва 75% грађана је одбило споразум. Иако је план прихватило 64% грађана Северног Кипра, он није прошао, тако да је настао прави парадокс - у ЕУ је практично ушао само јужни део, иако службено Турска Република Северног Кипра представља део Кипарске Републике па самим тим је део ЕУ. Велика препрека уједињењу острва је стална присутност 50.000 турских војника.

### Кипарска Република
Службена површина Кипарске Републике која стоји у свим светским подацима је у ствари површина острва која износи 9.251 km². Но, стварна површина којом располаже ова република је доста мања. Када се одузме површина Турске Републике Северни Кипар, овој републици остаје 5.896 km². Површина британских база им одузима још 154 km² или 2% територије, а ако се изузме и површина УН-ове „тампон зоне“, дође се до податка да Кипарска Република располаже територијом од око 5.500 km² или нешто више од половине територије острва. Ова првобитна површина се пише зато што је Турска Република Северни Кипар непризната и званично је саставни део Кипарске Републике.
Кипарска Република располаже већим делом острва, и то на западу, југу, већим делом централне области, те нешто мање на југоистоку. Тај део на југоистоку је одвојен од матичне територије британском војном базом Декелија, те се може сматрати енклавом. Унутар ове базе постоје и два села која се такође сматрају енклавама. То су села Ксилотимву и Ормидија. Међутим границе са британским војним базама нису толико изражене као са турским делом острва.
Дан независности слави се 1. октобра. Кипарска Република је стекла независност од Уједињеног Краљевства 16. августа 1960. године, када су је признале све светске државе осим Турске, која је није признала ни до данас. Због већ наведених разлога, она нема суверенитет над свом својом територијом од 1974. године.
Застава Кипарске Републике је једина застава суверене државе на свету на којој се налази облик острва на географској карти. Тај облик се налази у центру заставе и обојен је бакарном бојом, јер је бакар симбол Кипра, а острво је добило име по њему. Испод облика острва, налазе се две укрштене маслинове гранчице које представљају јединство и мир између Грка и Турака. Подлога је бела. Застава је усвојена одмах након добијања независности, а осмислио ју је тадашњи потпредседник др. Фазил Кучук, а прихватио председник Макариос. Уз заставе Ирске, Индије (све три имају исте боје: наранџасту, белу и зелену) и Босне и Херцеговине, представља тзв. „мировне заставе“.
Химна Кипарске Републике је „Ύμνος εις την Ελευθερίαν - Yмнос ис тин Елефтериан“. Ово у преводу са грчког гласи „Химна слободи“. Занимљиво је то да су химна Кипарске Републике и химна Републике Грчке у ствари једна те иста химна. Дакле, кад играју репрезентације ове две земље у било чему, довољно је да се химна интонира само једанпут.
Валута пре увођења евра у 2008. години био је Кипарска Фунта (CYP): EUR 1 = CYP 0.585274, CYP 1 ≈ 1.71 евра.
Влада Кипарске Републике се састоји од Председника и потпредседника, те Парламента који броји 59 чланова, 56 из реда Грка и 3 из реда мањина. Судска власт има 13 чланова. Садашњи председник Кипра је Димитрис Христофијас који је изабран на изборима 2008. године.
Војска Кипарске Републике се састоји од око 6.500 војника, са 8,33 војника по 1.000 становника једна је од солидније милитаризованих држава. Треба напоменути да Кипар иако је чланица ЕУ, није чланица НАТО-а.
Службени језик је грчки. Поред грчког доста се користи и енглески ког говори око 90% домаће популације зато што је Кипар био британска колонија практично око 80 година.
БДП по глави становника износи 19.633 америчких долара, што Кипарску Републику сврстава међу развијеније земље света, тачније на 36. место, заједно са Словенијом, Јужном Корејом и Малтом, које имају сличан БДП. А откад је чланица ЕУ, Кипар се убраја међу развијене земље света (не међу земље у развоју, као до тада).
Кипарска Република је чланица многих светских и европских организација, а између осталих издваја се чланство у ЕУ и Комонвелту.

### Турска Република Северни Кипар
Турска Република Северни Кипар заузима север, те већи део истока острва. Површина коју заузима износи 3.355 km² или нешто око 37% целокупне површине острва. Но, због УН-ове неутралне зоне та површина је нешто мања. Као и јужни тако и Северни Кипар има једну своју ексклаву, истина много мању, али много више изоловану него што је то случај код јужњака. То је село Еренкој (Кокина), које лежи у Морфу заливу и од матичне територије одвојено је са око 5-10 km грчке плаже.
Главни град је службено Никозија, али врло често и Киренија врши ту улогу.
Ову државу, осим од Турске, нико други у свету не признаје. Занимљиво је и то да је Аутономна Република Нахичеван, која је под суверенитетом Азербејџана, такође признала ову републику, док сам Азербејџан није. Иначе, Северни Кипар има међународни ембарго у сваком погледу: политичком, економском, трговинском, саобраћајном, војном, спортском, културном и др. Ово је условљено тиме што се он сматра окупатором и агресором на Републику Кипар, те се сматра њеним делом. Тако Северни Кипар увелико зависи од Републике Турске, без које практично не би опстао. Све своје спољне послове мора извршавати преко ње. Ипак, у последњих неколико година, ова изолација полако почиње попуштати, те ова република све више почиње да самостално делује, иако то још није ни близу правих самосталних земаља.
Подлога заставе ТРСК је бела. На подлози се налазе две водоравне црвене пруге, које су одвојене од горњег, односно доњег руба. Између ових пруга се налази црвени полумесец и звезда, симбол ислама, који је службено државна религија, иако се ТРСК декларише као секуларна држава.
Химна носи назив „Истиклал Марш“.
Валута је Нова турска лира, која је заменила стару турску лиру 1. јануара 2005. године.
Садашњи председник је Мехмет Али Талат. Поред њега владу чини премијер Ферди Сабит Сојер, те парламент од 50 чланова, у ком већину има Турска Републиканска Странка. Избори су сваких 5 година, а садашњи председник је прошле године на изборима победио Рауфа Денкташа који је био председник од самопроглашавања независности 1983. године.
Војска ТРСК је у ствари војска Републике Турске, која се налази на острву од 1974. до данас. Броји око 30.000 војника, који чувају суверенитет ове самопроглашене републике. Један од основних захтева кипарских Грка је да се ова војска повуче, међутим то Турци не желе.
Службени језик је турски. Грчки овде баш и није пожељно чути, а наравно исто се односи и на Турски језик са друге стране границе.
БДП по глави становника износи 8.095 америчких долара. То јесте мање од половине БДП-а грчког Кипра, али када се узме у обзир да је ово земља у изолацији, те да готово скроз зависи од Турске, ово је више него солидна цифра. Ово је већи БДП по глави становника, чак и од БДП-а саме Турске. Ипак, ова нелогичност у погледу БДП-а ТРСК и БДП-а њеног заштитника и финансијера, добија смисао када се зна да Северни Кипар има становника као просечно насеље Истанбула, те да Турци из свог државног буџета издвајају добар део новца за своје сународнике са Кипра.

### Уједињено Краљевство
Дакле, након одласка колонијалне власти Уједињеног Краљевства са Кипра, они су овде оставили своје две војне базе које егзистирају и до данас и важне су стратешке позиције ове државе, због близине Блиског истока. Површина ових база је 154 km² или нешто мање од 2% острва. На овој територији живи око 15.000 људи: око 8.000 њих су британски војници и њихове породице, док су осталих 7.000 домаћи Грци који или раде у овим базама или овде имају своје поседе којих се нису хтели одрећи.
База Декелија је нешто већа и налази се на југоисточном делу острва и осим града Декелије овде се налази и село Ајос Николаос. Ова база граничи и са Северним Кипром, а делове Републике Кипар одваја од матичног дела територије, те јужним Кипранима, односно Грцима и није баш драго што постоје ове базе, поготово ова, Декелија.
Друга база је Акротири и налази се на самом југу острва, тачније заузима истоимено полуострво. Овде се налази и најјужнија тачка острва, рт Гата. Поред Акротирија на територији базе налази се и градић Епископи.
Сви закони на овој територији су исти као и у Британији, те се ови делови острва званично и третирају као део Уједињеног Краљевства.

### Зелена линија/УН
1974. године је успостављена линија разграничења, чиме је острво подељен на грчки и турски део, а та линија је названа „зелена линија“ по боји фломастера којим су је уцртали на карти УН-ови мировни преговарачи. Око ове линије је успостављена неутрална зона под контролом УН. Она пролази и кроз главни град Никозију и различите је ширине на појединим својим деловима, од стотињак метара баш у Никозији, до 5-10 km у неким другим деловима острва. Њена површина се не може тачно изразити, јер то је ипак „тампон“ зона која нема чврсте границе, а и она из године у годину постаје све лабавије одређена. Ипак, отприлике се може рећи да заузима сличну површину као и британске базе, значи негдје око 1,8%. Ова зона има три своја сегмента. Први је најмањи и налази се око турске ексклаве Кокина (Еренкој). Други, убедљиво највећи сегмент, протеже се кроз централни део острва, између осталог и кроз Никозију, од Морфу залива на западу, до базе Декелија на истоку. Многи објекти, градићи и села који су се стицајем околности нашли у овој зони, стављени су ван функције, односно расељени су, тако да у овој зони не живи готово нико осим УН-ових војника, који овде чувају мир. Најзначајнији објекат који је остао у овој зони је свакако аеродром у Никозији, који је из тог разлога од 1974. године ван функције, па су јужњаци изградили аеродром у Ларнаки, а северњаци нешто мало изван Никозије. Право чудо и изузетак представља мало место од око 3.000 становника, по имену Пила, које се налази у овој зони недалеко од базе Декелија. То је, наиме, једино место на острву, а вероватно и у свету, где Турци и Грци живе заједно. И коначно, трећи сегмент „тампон“ зоне је доста краћи и иде од базе Декелија, тачније места Ајос Николаос, до залива Фамагуста.
Битно је рећи и то да су кроз „зелену линију“ до данас отворена 4 пункта кроз које се може доћи из једног дела острва у други. Најважнији такав пункт се налази у Никозији, поред Ледра палате.

## Становништво
Везано за становништво, треба напоменути да већина података (углавном бројчаних) важе за целокупно острво.
Према подацима из 2005. године, Кипар има 780.133 становника. Густина насељености острва износи негде око 84 ст/km², што Кипар сврстава у земље са средњом густином становништва. Као ни у већини држава, становништво није равномерно распоређено. Најгушће је насељен приобални сектор око већих градова, пре свега Лимасола и Ларнаке и простор централне низије Месаорије поготово у непосредном окружењу главног града Никозије. Најслабије је насељен унутрашњи планински део. Међутим, ни ови простори нису нешто екстремно насељени, односно ненасељени, па тако највећа насељеност не прелази 200 ст/km², а најмања је негде у граници између 20 и 40 ст/km². Из чињенице да 18% становништва (Турака) живи на 37% простора, да се закључити да је северни Кипар ређе насељен од јужног.
Етничка структура становништва је следећа: 77% Грци, 18% Турци и 5% остале етничке групе. Готово сви, и Турци и Грци, живе на свом делу острва, уз случајне изузетке. Тако 0,5% Грка живи у Северном Кипру и то на полуострву Карпас. Треба рећи да 40% овог народа је избеглица у својој држави. Са друге стране 1,3% Турака живи у јужном делу и њих је много мање избеглица.
Што се тиче осталих, овде има много мањинских народа, а овај податак од 4% није до краја релевантан, јер њихов број из године у годину расте, а има и доста непријављених људи, као и оних који су овде на привременом раду или нешто дужем (или краћем, свеједно) туристичком одмору. Две „аутохтоне“ мањине које живе овде дуже време јесу Јермени и маронити, док у новије време Кипар су населиле и друге етничке групе, попут Енглеза, Немаца, Руса, Јевреја, Срба и др. Ипак огромна већина ових становника живи у Републици Кипар, а изузетак је једино један број маронита и Курди који живе у ТРСК.
Религијска структура се готово поклапа са етничком. Дакле, Грци су православци, а Турци сунитски муслимани, уз један мањи број атеиста у оба народа. Остатак су јерменски православци, маронитски хришћани, римокатолици, протестанти, Јевреји и остали православци.
Слична је ситуација и са језичком структуром. Грци говоре грчки, а Турци турски језик. Ове мањине користе у својим заједницама своје језике, а око 90% становништва говори и енглески језик.
Везано за степен урбанизације треба рећи да 69% становништва живи у градовима, а остатак је рурално становништво.
Полно-старосна структура показује следеће: број мушкараца и жена је отприлике подједнак, а удео младог становништва је 22%, зрелог 67%, те старог 11%. Старосно-полна пирамида има релативно правилан облик, међутим сматра се да ће у наредних 50 година она постепено губити своју правилност, јер ће се број старог и зрелог становништва повећавати, док ће се број младог смањивати. Просечан животни век је 76 година за мушкарце и 81 година за жене.
Неписменост на Кипру износи око 2% (0,8% мушкарци и 3,1% жене). На Кипру основно образовање траје 6 година, средње још толико, а оба су обавезна. У јужном делу острва постоји неколико универзитета, док ученици из Северног Кипра морају ићи у Републику Турску ако се желе даље школовати.

## Привреда
Прије почетка, треба напоменути да међународне организације не признају Турску Републику Северни Кипар, па већина следећих података важи за цели Кипар.
Кипар је у последњих 15-так година доживио брз економски раст. Основни разлози за то су: релативно богатство привредним сировинама потребним за развој економије (које је ипак имало више значаја у прошлости него данас), пре свега рудама и шумом, затим плодно земљиште, повољан географски положај, повољни климатски услови, те јефтина имигрантска снага. Мислим да ове факторе за развој привреде није потребно додатно објашњавати. Наравно, постоје и неки негативни чиниоци по привреду, који су углавном друштвено-политичког карактера. Ту се подразумева недавна историја острва што за последицу има поделу острва. Врло вероватна чињеница је та да би Кипар бележио још већи привредни напредак када не би било ове поделе.
Иначе и пре фамозне 1974. године Кипар је имао доста добар економски развој са тенденцијом даљег напредовања. Но, турском инвазијом те године и поделом острва, економска ситуација се драстично мења, а БДП опада за једну трећину, а отприлике и трећина људи на острву тада бива незапослена. Од тада се грчки и турски део почињу посебно развијати. Република Кипар се брзо опоравља, пре свега због помоћи Велике Британије, а најбољи показатељ је и то што се у следећих 7 година незапосленост смањила за 90%. Целокупни терцијарни сектор предвођен туризмом, који је и основа економског развоја острва, доживљава пуни замах, посебно у 90-им годинама, када се дешава „експлозија“ у овој области, што је настављено и у овој деценији. Поред терцијарног, такође су и примарни и секундарни сектор привредних делатности доживели брз опоравак (истина секундарни нешто мање него што се очекивало).
Улазак у ЕУ је још више учврстио добро економско стање и дао темеље за још много већи економски раст.
Са друге стране Северни Кипар је био у тежој позицији за опоравак, јер су између осталих санкција, добили и ону економску. Али, ипак уз велику помоћ Републике Турске и они успевају да дигну своју економију и ставе је на један солидан ниво, који јесте истина доста нижи него код јужњака, али за једну земљу у изолацији је више него фантастичан. Истина је да Северни Кипар без Турске, не би могао опстати у било каквом погледу, а најмање економском. Сва економија овде је заснована на турској помоћи и улагању, а сваку везу са светом ТРСК одржава управо преко Турске. Најкласичнији пример тога је извоз производа, који се врши искључиво преко Турске, да о осталим примерима и не говоримо.
У БДП-у Кипра примарни сектор учествује са 4,6%, секундарни са 19,9%, а разумљиво терцијарни највише са 75,5%. Слични су и проценти запослености становништва по секторима: 4,9% примарни, 24% секундарни и 71,1% терцијарни.
Претпоставка је да је ситуација након уласка у ЕУ повољнија. Овако, укупна вредност извоза Р. Кипар је 1,3 милијарде америчких долара, а ТРСК 63 милиона америчких долара. Али вредности увоза су следеће: за Р. Кипар 3,9 милијарди, а за ТРСК 301 милион. Овде се види да и један и други део острва имају трговински дефицит. Али, они овај недостатак и више него компензирају великом зарадом од туризма, а С. Кипар и новчаном помоћи од Турске. Главни трговински партнери Кипра су: В. Британија, Грчка, Италија, САД, Русија, Немачка, Турска, Сирија, Либан итд. Подаци се односе на оба дела острва.

### Пољопривреда
Пољопривреда запошљава 5% активног становништва и остварује отприлике исти проценат учешћа у БДП-у острва. Пољопривреда се веже углавном да централну област плодне Месаорије. Гране које доминирају су ратарство, воћарство, виноградарство, те нешто мање сточарство. Под усевима је 8% обрадивог земљишта. У ратарству доминира узгој кромпира (ког и извозе), те парадајза, купуса, пшенице, кукуруза, јечма, памука, лана и дувана. Дуван је посебно важан јер у извозу учествује са 7%. Воћарство и виноградарство су такође врло значајни, а у извозу учествују са 25%. Ту се подразумева узгој лимуна, агрума, смокви, лубеница, јабука, винове лозе и др. Од винове лозе се добија познато кипарско вино, које је јако важан извозни производ, и грожђице. Сточарство је слабије развијено, а веже се углавном за планинска подручја. Доминира говедарство, перадарство и свињогојство. Рибарство је сконцентрисано у приобаљу острва и доста је развијеније од сточарства. За шумарство треба рећи да је у проблемима због непланске сече. Острво је иначе природно богат шумом, али велики део тог богатства је посечен. Ипак, кипарске власти су спровеле низ закона и реформи у вези овог питања, па се очекује побољшање ситуације у будућности.

### Индустрија и рударство
Рударство данас има мањи значај него што је имало кроз историју. Кипар је био једно од највећих налазишта бакра у познатом свету у античко доба, па је и добио име по бакру. Данас залиха бакра скоро да и нема, а значајнија рудна богатства представљају азбест и хром.
У индустрији највећи број радника је запослен у прехрамбеној индустрији, те нешто мало мање у текстилној. У задње време је постала значајна и петрохемијска индустрија, која се заснива на увозу нафте. У Ларнаки се налази значајна рафинерија нафте. Нафта је најзначајнији увозни производ, јер је Кипар нема никако, иако се налази на Блиском истоку. Хемијска индустрија се бави производњом ђубрива која су врло битна за овдашњу пољопривреду. Метална и машинска индустрија су тек у развоју и увелико зависе од увоза. Да се вратим мало прехрамбеној и текстилној индустрији, као најважнијим гранама овог сектора. Прехрамбена индустрија врши прераду пољопривредних производа. Ту су најважније разне врсте воћа и агрума, затим већ споменуто вино, па онда млечна и месна индустрија, а у Никозији се налази и велика фабрика дувана. Текстилна индустрија заједно са индустријом коже и обуће учествује у извозу са 35%. Углавном се прерађују сопствене сировине, попут памука и свиле. Ова индустрија је више развијена у ТРСК, посебно чипкарство, које је овде изузетно квалитетно.

### Туризам
Кипар убедљиво највише користи има од терцијарног сектора, а то се пре свега односи на туризам, од ког у принципу и зависи цело острво. Кипар има све предиспозиције за развој туризма, што је врло добро и искоришћено. Кипар има годишњу туристичку посету нешто мању од 2,5 милиона, а зарада чини око 3 четвртине буџета државе. Основу туризма чини рецептивни туризам, базиран на прелепим и разноликим обалама и плажама, од стрмих до равних и пространих, од шљунковитих до песковитих. Плаже Пафоса, Лимасола, Аје Напе, Морфуа и др. спадају међу најлепше плаже Медитерана, па можда чак и света. У прилог развоја овог туризма иде и то што Кипар има отприлике 340 сунчаних дана годишње. Развијен је и културно-историјски туризам. На острву се налази неколико античких градова од којих су најпознатија три: Саламис, Курион и Аматус. Такође и у већим градовима постоје многе старе грађевине интересантне за туристе, попут Колоси дворца у Лимасолу, тврђаве Пафос, Селимије џамије у Никозији итд. Многи од ових објеката су под заштитом УНЕСКО-а, укључујући ту и 9 православних манастира и цркви. У унутрашњости Кипра постоје бројна, како грчка тако и турска села, у којима се живот одвија на прилично традиционалан начин, па је Кипар погодан и за сеоски туризам. Такође, постоји и могућност и развитка планинског, зимског и скијалишног туризма на Тродосу, али тај облик туризма је далеко иза ових осталих.

### Саобраћај
Везано за путни саобраћај, можемо рећи да Кипар има око 13.000 km путева од чега је око 7.000 km асфалтирано. Треба напоменути да је овај саобраћај много развијенији на јужном него на северном делу острва. На Кипру не постоји железнички саобраћај. Ваздушни саобраћај је доста развијен. Главни аеродром се налази у Ларнаки, а веома значајан, поготово за долазак туриста, је и аеродром у Пафосу. Северни Кипар има аеродром Еркан недалеко од Никозије, али због међународне изолације, одавде се може летети само за Турску и Азербејџан. Истина, у задње време санкције попуштају, па се понекад авиони са овог аеродрома запуте и у неке западне земље, на пример Велику Британију. На Кипру постоји још неколико мањих аеродрома и хелиодрома, који не служе за међународни саобраћај. Поморски саобраћај је врло развијен. Главне луке Лимасол и Ларнака су врло прометне. Северни Кипар има две луке: Фамагуста и Киренија, али бродови овамо долазе само из Турске због већ описаних разлога.

## Култура
Кипарски Грци и кипарски Турци деле много тога заједничког у својој култури због културне размене, али такође постоје и разлике. Неколико традиционалних јела (као што су сувла и халуми) и пића су слични, као и изрази и начини живота. Гостопримство и куповина или нуђење хране и пића за госте или друге су уобичајени за обоје. У обе заједнице, музика, плес и уметност су саставни делови друштвеног живота и многи уметнички, вербални и невербални изрази, традиционални плесови као што су цифтетели, сличности у плесним костимима и значај који се придаје друштвеним активностима деле се међу заједницама. Међутим, ове две заједнице имају различите религије и верске културе, при чему су кипарски Грци традиционално православни Грци, а кипарски Турци традиционално сунитски муслимани, што је делимично ометало културну размену. Култура кипарских Грка има утицаје из Грчке и хришћанства, док култура кипарских Турци има утицаје из Турске и ислама.
Лимасолски карневалски фестивал је годишњи карневал који се одржава у Лимасолу, на Кипру. Догађај који је веома популаран на Кипру уведен је у 20. веку.

### Уметност
Може се рећи да се историја уметности Кипра протеже до 10.000 година, након открића низа исклесаних фигура из халколитског периода у селима Хирокитија и Лемпа. Острво је дом бројних примера висококвалитетног верског иконописа из средњег века као и многих осликаних цркава. Кипарска архитектура била је под јаким утицајем француске готике и италијанске ренесансе уведене на острво током ере латинске доминације (1191–1571).
Позната традиционална уметност која датира најмање од 14. века је чипка Лефкара (позната и као Лефкаратика, која потиче из села Лефкара. Лефкара чипка је препозната као нематеријално културно наслеђе од стране Унеска, а карактеришу је изразити обрасци дизајна и њен комплексан, дуготрајан производни процес. За израду праве Лефкара чипке са пуним везом обично је потребно стотине сати и зато је обично прилично висока. Још један локални облик уметности који потиче из Лефкаре је производња кипарског филиграна (локално познатог као Трифоуренио), врсте накита који се прави од упредених сребрних нити.
У модерно доба кипарска историја уметности почиње сликаром Василисом Врионидесом (1883–1958) који је студирао на Академији лепих уметности у Венецији. Вероватно су два оснивача модерне кипарске уметности били Адамантиос Дијамантис (1900–1994) који је студирао на лондонском Краљевском колеџу уметности и Кристофор Сава (1924–1968) који је такође студирао у Лондону, на Школи уметности Светог Мартина. Сава је 1960. године, заједно са велшким уметником Глином Хјузом, основао Апофасис [Одлуку], први независни културни центар новоосноване Републике Кипар. Године 1968. Сава је био међу уметницима који су представљали Кипар у његовом инаугурационом павиљону на 34. Венецијанском бијеналу.
Једна од карактеристика кипарске уметности је склоност ка фигуративном сликарству, иако концептуалну уметност ригорозно промовишу бројне уметничке „институције“, а пре свега Општински уметнички центар Никозије. Општинске уметничке галерије постоје у свим главним градовима и постоји велика и живахна комерцијална уметничка сцена.

## Спорт
Кипар је први пут учествовао на Зимским олимпијским играма 1980. у Лејк Плесиду. После није пропустио ниједне игре. На Олимпијским играма у Лондону 2012, једриличар Павлос Контидес освојио је сребрну медаљу, прву олимпијску медаљу за Кипар.
Фудбалска репрезентација Кипра утакмице као домаћин игра на стадиону Антонис Пападопулос у Ларнаки. Кипарски национални фудбалски тим се никада није квалификовао на завршни турнир Светског првенства или Европског првенства.
Маркос Багдатис је најуспешнији кипарски професионални тенисер. Највећи успеси у каријери су му достизање 8. места на АТП листи, освајање четири турнира и достизање финала Отвореног првенства Аустралије 2006. године.